# Archimbald II van Bourbon
Archimbald II van Bourbon bijgenaamd de Groene (circa 960/970 - 21 mei 1031/1033) was van 990 tot aan zijn dood heer van Bourbon. Hij behoorde tot het huis Bourbon.

## Levensloop
Archimbald II was de zoon van heer Archimbald I van Bourbon en diens echtgenote Rotgardis. Na het overlijden van zijn vader in 990 werd hij heer van Bourbon.
Archimbald II breidde zijn bezittingen uit tussen de Allier en de Loire, ten nadele van graaf Landerik van Nevers. Ook liet hij zijn oog vallen op Berry, waarmee hij profiteerde van de zwakheid van de burggraven van Bourges. In 1012 was hij aanwezig bij de stichting van de kapittel van de Saint-Ursindom in Bourges en in 1031 was hij aanwezig bij de synode die zijn zoon Aymon van Bourbon hield, die aartsbisschop van Bourges geworden was. In 1024 of 1025 doneerde hij de kapel van Notre-Dame de la Faye aan de priorij van Souvigny.
Archimbald II stierf tussen 1031 en 1033.

## Huwelijk en nakomelingen
Archimbald II was gehuwd met ene Ermengarde, wier identiteit onbekend gebleven is. Ze kregen vier kinderen:
- Archimbald III (1000-1078), heer van Bourbon
- Albuin (overleden in 1048/1049)
- Gerold (overleden in 1024/1025)
- Aymon (overleden in 1071), aartsbisschop van Bourges